# Von Bahrska häcken

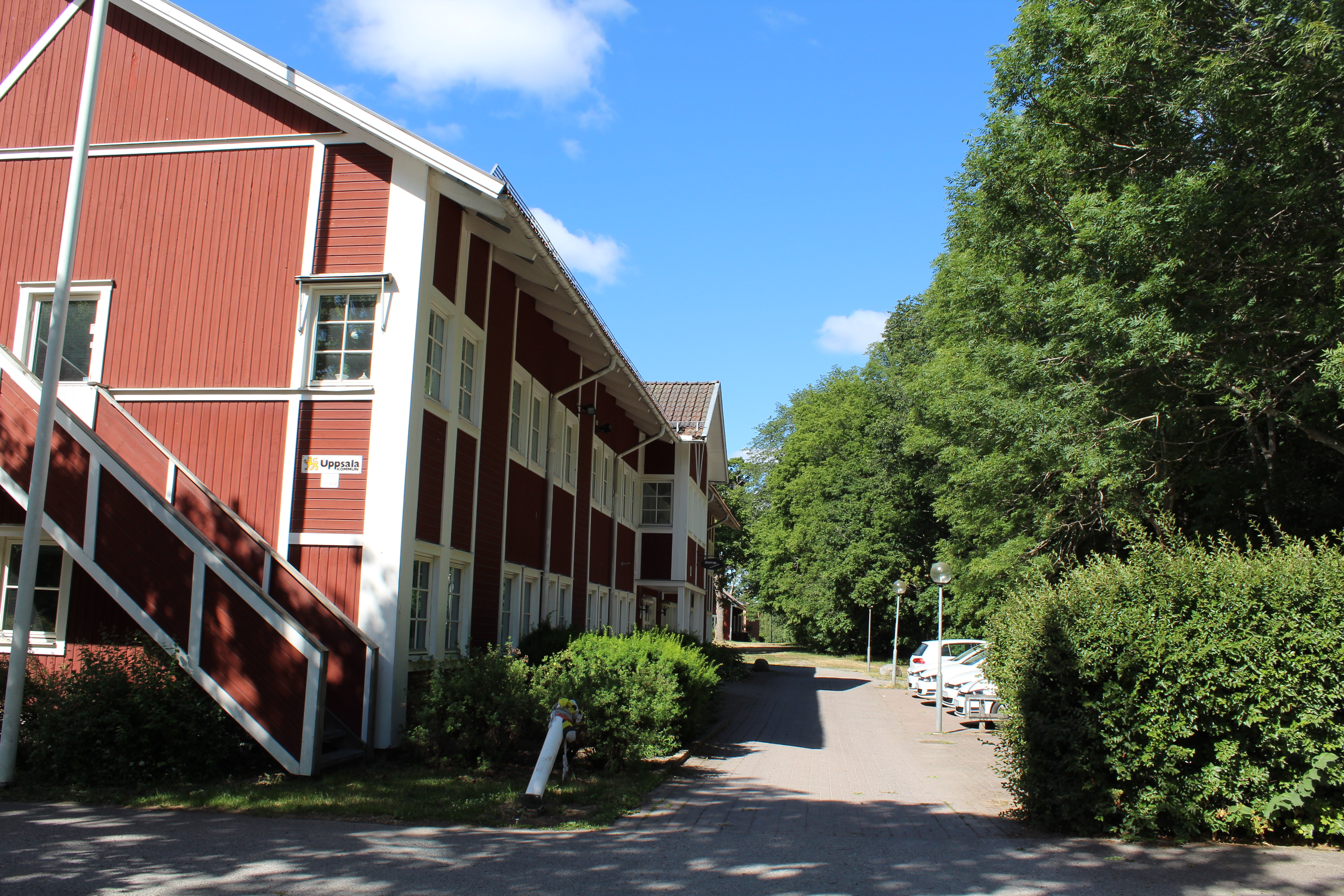
von Bahrska häcken, höger om parkeringen

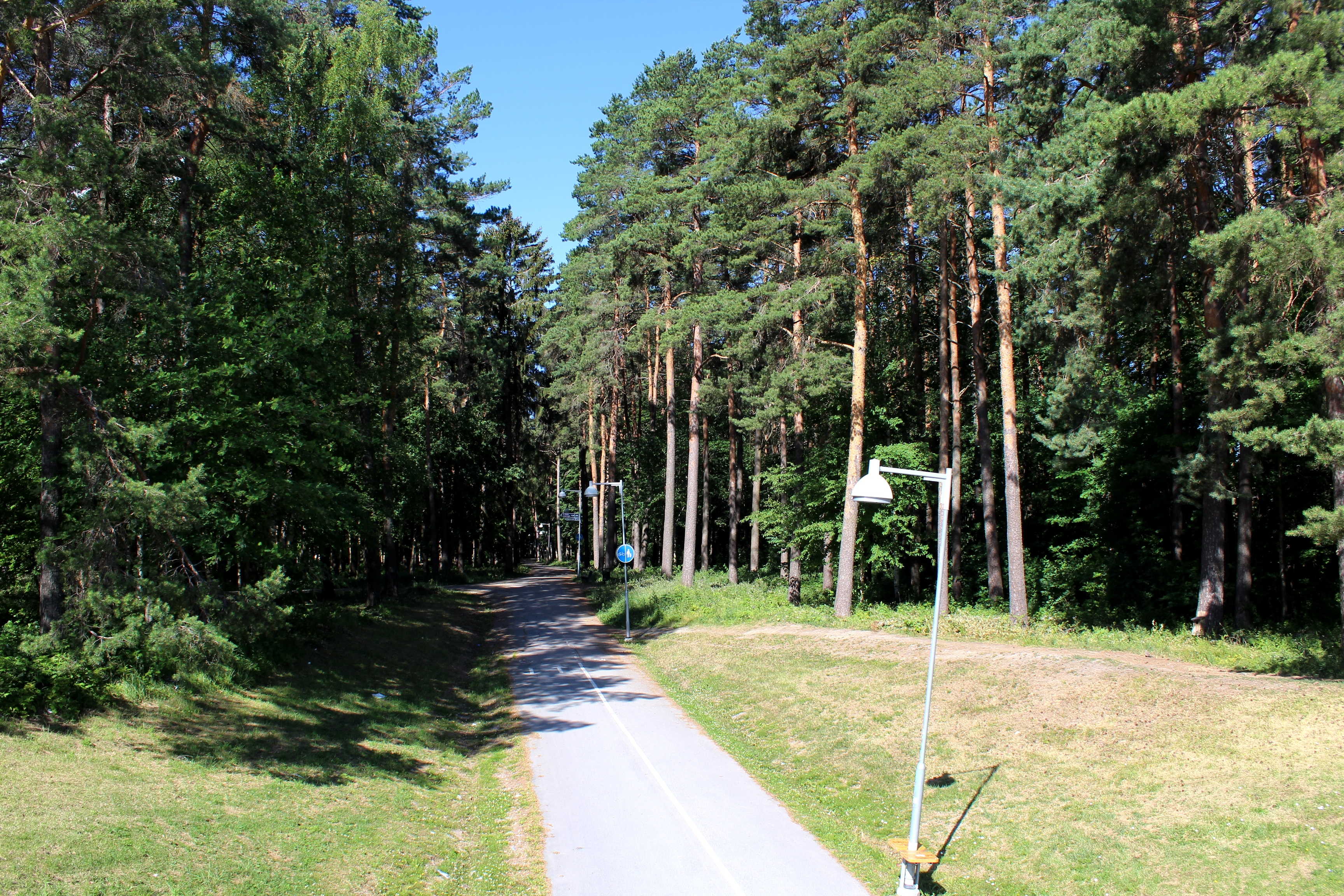
Gång- och cykelstråket genom parken, vy från Råbyvägen.

von Bahrska häcken heter en, trots namnet, relativt bred sträng av träd i stadsdelen Löten i Uppsala. Johan von Bahr (1860–1929), sedermera borgmästare i Uppsala,  lät skolbarn plantera denna trädgårdsanläggning år 1910 som skydd mot hårda vinterstormar. Ursprungligen planterades fyra trädslag: gran, tall, ek och björk. Vid tiden för planteringen utgjorde den en gräns för tätare bebyggelse mot öster. En gång- och cykelbana går innesluten i von Bahrska häcken. von Bahrska häcken är något avskuren av Tycho Hedéns väg som delar den i två delar. Innan vägen anlades nådde von Bahrska häcken fram till de villor som ligger vid Svartbäcksgatan.
von Bahrska häcken planterades 1910 och stadsfullmäktige försökte etablera en rad mer neutrala namn, Skogsbältet, Parkbältet osv. Namnet von Bahrska häcken var emellertid så etablerat i folkmun, att politikerna föll till föga och lät detta bli officiellt från 1965.
von Bahrska häckens träd inventerades 2009. Antalet träd som var större än 20 cm i stamdiameter uppgick till 1 555 stycken. Antalet trädarter var 13:
- Tall 875 st (56,2 %)
- Björk 314 st (20,2 %)
- Gran 123 st (7,9 %)
- Lönn 75 st (4,8 %)
- Bok 38 st (2,4 %)
- Rönn 37 st (2,4 %)
- Alm 28 st (1,8 %)
- Hägg 19 st (1,2 %)
- Sälg 19 st (1,2 %)
- Ask 14 st (0,9 %)
- Lärk 11 st (0,7 %)
- Asp 4 st (0,3 %)
- Ek 1 st (0,1 %)